# A Beggar in Purple
A Beggar in Purple è un film muto del 1920 diretto da Edgar Lewis basato sull'omonimo romanzo di Andrew Soutar, pubblicato a Londra nel 1918. Il regista produsse anche il film che aveva come interpreti Lee Shumway, Charles Arling, Betty Brice.

## Trama
Trovandosi in gravi ristrettezze finanziarie e con una madre gravemente ammalata che ha bisogno di costose cure, John Hargrave si vede costretto a implorare il ricco Roger Winton, proprietario di una fabbrica, per avere un lavoro, senza però ottenere nient'altro che un rifiuto. Così, quando la madre muore, l'amareggiato Hargrave non riesce a perdonare il comportamento rigido e poco generoso di Winton e giura di vendicarsi di lui. Passano diciotto anni. Adesso Hargrave è diventato padrone di una fabbrica in competizione con Winton, nei riguardi del quale conserva ancora motivi di rancore. Un altro motivo di rivalità è Irene Foster, della quale sono innamorati sia Hargrave che il giovane Roger junior, il figlio del vecchio Winton. In realtà, Irene preferirebbe il giovanotto, ma non sa rinunciare neanche ai soldi di Hargrave. Winton senior, intanto, soffia sul fuoco delle rivendicazioni sindacali e paga degli agitatori perché provochino un incendio che distrugga il deposito del suo concorrente, provocando caos. Ma Hargrave scopre il suo piano e, nel contempo, scopre anche il doppio gioco e la slealtà di Irene. Colpito da cecità temporanea, Hargrave viene curato e accudito da Margaret, la sua fedele segretaria nella quale finisce per trovare il vero amore. Quando guarisce e la vista gli ritorna, lui e Margaret si sposano.

## Produzione
Il film fu prodotto dalla Edgar Lewis Productions Inc.

## Distribuzione
Il copyright del film, richiesto dalla Pathé Exchange, inc., fu registrato il 20 ottobre 1920 con il numero LU15688.
Distribuito dalla Pathé Exchange e presentato da Edgar Lewis, il film uscì nelle sale degli Stati Uniti il 7 novembre 1920.
Non si conoscono copie ancora esistenti della pellicola che viene considerata presumibilmente perduta.